# سی و دومین دوره کتاب سال جمهوری اسلامی ایران
سی و دومین دوره کتاب سال جمهوری اسلامی ایران در بهمن ۱۳۹۳ در تهران برگزار شد.

## برگزیدگان
| بخش          | شاخه          | عنوان کتاب                      | پدیدآورنده(ها) | ناشر                              | سال انتشار |
| ------------ | ------------- | ------------------------------- | --- | --------------------------------- | ---------- |
| کلیات        | کلیات         | ‍ دانشنامه تهران بزرگ             | گروه مؤلفان زیر نظر: کاظم موسوی بجنوردی ویراستار علمی: علی کرم همدانی                                                        | مرکز دایرةالمعارف بزرگ اسلامی     | ۱۳۹۲       |
| هنر          | هنرهای نمایشی | جامعه‌شناسی تئاتر                | تألیف: ژان دووینیو ترجمه: جلال ستاری                                                                                         | مرکز                              | ۱۳۹۲       |
| هنر          | معماری        | گنجینه فرهنگ آثار معماری ایران  | لیلا پهلوان‌زاده | معمارخانه باغ نظر                 | ۱۳۹۲       |
| ادبیات       | نقد ادبی      | شرح شوق: شرح و تحلیل اشعار حافظ | سعید حمیدیان | قطره                              | ۱۳۹۲       |
| دین          | حدیث          | معجم الاحادیث المعتبرة          | محمد آصف محسنی | ادیان                             | ۱۳۹۲       |
| دین          | فقه و اصول    | موسوعة الشهید الثانی            | تصحیح: گروه مصححان زیر نظر: علی‌اوسط ناطقی                                                                                    | پژوهشگاه علوم و فرهنگ اسلامی      | ۱۳۹۲       |
| علوم خالص    | زمین‌شناسی     | زمین‌شناسی درونچاهی              | همایون مطیعی | آرین زمین                         | ۱۳۹۲       |
| علوم کاربردی | علوم پزشکی    | کتاب جامع گیاهان دارویی         | تألیف و ترجمه: احمد امامی، شیرین فصیحی و ایرج مهرگان، با همکاری امیرهوشنگ محمدپور، امیرمهدی طالب، حسین خلیلی و رامین ابریشمی | انتشارات اندیشه‌آور و انتشارات آبژ | ۱۳۹۲       |